# ألان شارب
ألان شارب (بالإنجليزية: Alan Sharp)‏ هو مؤلف وكاتب وكاتب سيناريو ومخرج بريطاني، ولد في 12 يناير 1934 في Alyth ‏ في المملكة المتحدة، وتوفي في 8 فبراير 2013 في لوس أنجلوس في الولايات المتحدة.

## وصلات خارجية
- ألان شارب على موقع IMDb (الإنجليزية)
- ألان شارب على موقع ألو سيني (الفرنسية)
- ألان شارب على موقع أول موفي (الإنجليزية)
- ألان شارب على موقع قاعدة بيانات الأفلام السويدية (السويدية)
- ألان شارب على موقع قاعدة بيانات الفيلم (الإنجليزية)
- ألان شارب على موقع كينوبويسك (الروسية)